# Karanjia
Karanjia é uma cidade no distrito de Mayurbhanj, no estado indiano de Orissa.

## Geografia
Karanjia está localizada a 21° 47′ N, 85° 58′ L. Tem uma altitude média de 389 metros (1276 pés).

## Demografia
Segundo o censo de 2001, Karanjia tinha uma população de 21,420 habitantes. Os indivíduos do sexo masculino constituem 53% da população e os do sexo feminino 47%. Karanjia tem uma taxa de literacia de 67%, superior à média nacional de 59.5%: a literacia no sexo masculino é de 75% e no sexo feminino é de 59%. Em Karanjia, 13% da população está abaixo dos 6 anos de idade.